# Recital 2
Recital 2 (1974) je páté album Hany Hegerové. Obsahuje 11 písní. Písně vybral a album sestavil Milan Papírník.

## Písně
1. Penzión na předměstí (Petr Hapka / Zdeněk Rytíř)
2. Tak to na tom světě chodí (Daniel Dobiáš / Pavel Kopta)
3. Svatební píseň (Petr Hapka / Jaroslav Seifert)
4. Maestro tango (Mister Giorgina; Léo Ferré / Léo Ferré, český text Pavel Kopta)
5. Rámusy blues (Jiří Suchý)
6. Váňa (Vanka Morozov; Bulat Okudžava / Bulat Okudžava, český text Ondřej Suchý)
7. Bože můj, já chci zpět (Ma jeunesse fout l´camp; Guy Alfred Bontempelli / Guy Alfred Bontempelli, český text Pavel Žák)
8. Buďto ty, anebo já (Giroflé giroflá; francouzská lidová, český text Ondřej Suchý)
9. Surabaya Johnny (Kurt Weill / Bertolt Brecht, český text Pavel Kopta)
10. Rýmování o životě (It Hurts To Say Good Bye; Jack Gold a Arnold Goland / Jack Gold a Arnold Goland, český text Pavel Žák)
11. Rozvod (Petr Hapka / Zdeněk Rytíř)

## Nahráli
- Hana Hegerová – zpěv
- studiový orchestr, řídí Harry Macourek (1, 2, 4–11)
- orchestr činohry Národního divadla, řídí Ladislav Simon (3)
- arranžmá:
  - Ota Petřina (1)
  - Vlastimil Hála (2, 4, 7, 8, 10)
  - Ladislav Simon (3)
  - Milan Dvořák (5, 6, 9, 11)

## Reedice
Album na CD vydal Supraphon 14. dubna 2006.